# Alejandreta
Alejandreta (en turco: İskenderun) es un distrito y una ciudad de Turquía situada en la provincia de Hatay, en la región del Mediterráneo. Su población era de 331 697 habitantes en 2010. 

## Toponimia
En español se utiliza el topónimo Alejandreta para hacer referencia a la ciudad. El nombre en turco es İskenderun, en griego Ἀλεξανδρέττα y en árabe الإسكندرون (al-ʼIskandarūn).

## Historia
Alejandreta conserva el nombre de la antigua Alexandria ad Issum, fundada por Alejandro Magno en 333 a. C., aunque posiblemente no esté localizada en el mismo sitio. Está situada a unos 40 km al sur del lugar donde ocurrió la batalla de Issos. Alejandro la fundó con el objetivo de sustituir a Myriandus como punto de control de las Puertas de Siria. Al norte de la ciudad se encontraban los llamados «pilares de Jonás». Por hallarse en este entorno de pasos de montaña y estrechos desfiladeros entre el mar y los circundantes montes Amanos, la población también era llamada Alexandria Scabiosa (Alejandría "de la Sierra"). Cuando, ya en la era cristiana, se instaló un obispado en la ciudad, la inscripción errónea de su nombre como Alexandroukambousou en los listados de diócesis del oriente fue posteriormente malinterpretada como la fusión de los nombres de dos sedes distintas, Alejandreta y Cambysopolis, siendo ya este último el único que acabó por conservarse en el Anuario Pontificio hasta hace relativamente poco.
La ciudad fue antiguamente un importante punto de paso de las rutas comerciales a Bagdad y la India. La Compañía británica de Levante mantuvo una agencia y una factoría durante doscientos años. Después de la Primera Guerra Mundial y con la partición del Imperio otomano, el Sanjacado de Alejandreta pasó a formar parte del Mandato francés de Siria bajo estatuto especial, pero Turquía exigió su devolución con el argumento de que el área estaba poblada mayoritariamente por turcos. En julio de 1939, la República de Hatay decidió unirse con Turquía, y junto con ella la ciudad volvió a ser parte del Estado turco. 
A comienzos del siglo XXI, Alejandreta es un importante centro industrial y el extremo final de un importante oleoducto proveniente del norte de Irak. Es además el mayor puerto militar turco en el Mediterráneo.
En 2023 fue una de las ciudades más afectadas por los terremotos que asolaron partes de Turquía y Siria.

## Alejandreta en la ficción
Aparece en la película Indiana Jones y la última cruzada como la ciudad desde la que la tablilla de los tres caballeros templarios indica cómo ir a encontrar el Santo Grial de Cristo, que se encuentra en el «cañón de la Media Luna», localización que fue rodada en realidad en el enclave jordano de Petra. Si bien la escena de la llegada de Marcus Brody a la ciudad, en tren, está rodada en la estación de ferrocarril de la ciudad española de Guadix. Así como en otras escenas que recrean Alejandreta están rodadas en la ciudad española de Almería.